# Скорица
Скорица је насеље у Србији у општини Ражањ у Нишавском округу. Према попису из 2022. било је 512 становника (према попису из 1991. било је 1179 становника).
Овде се налазе Запис Лукића крушка (Скорица), Запис Јаковљева крушка (Скорица), Запис орах код цркве (Скорица), Запис храст код дома (Скорица).

## Демографија
У насељу Скорица живи 854 пунолетна становника, а просечна старост становништва износи 49,5 година (47,2 код мушкараца и 51,9 код жена). У насељу има 287 домаћинстава, а просечан број чланова по домаћинству је 3,34.
Ово насеље је великим делом насељено Србима (према попису из 2002. године).
|  |

| Демографија | Демографија | Демографија |
| Година      | Становника  | Становника  |
| ----------- | ----------- | ----------- |
| 1948.       | 1.615       |             |
| 1953.       | 1.715       |             |
| 1961.       | 1.675       |             |
| 1971.       | 1.523       |             |
| 1981.       | 1.436       |             |
| 1991.       | 1.179       | 1.134       |
| 2002.       | 958         | 1.009       |

| Етнички састав према попису из 2002.‍ | Етнички састав према попису из 2002.‍ | Етнички састав према попису из 2002.‍ | Етнички састав према попису из 2002.‍ | Етнички састав према попису из 2002.‍ |
| ------------------------------------ | ------------------------------------ | ------------------------------------ | ------------------------------------ | ------------------------------------ |
|                                      |                                      |                                      |                                      |                                      |
| Срби                                 | Срби                                 |                                      | 947                                  | 98,85%                               |
| Југословени                          | Југословени                          |                                      | 2                                    | 0,20%                                |
| Македонци                            | Македонци                            |                                      | 1                                    | 0,10%                                |
| непознато                            | непознато                            |                                      | 4                                    | 0,41%                                |

| Година пописа     | 1948. | 1953. | 1961. | 1971. | 1981. | 1991. | 2002. |
| ----------------- | ----- | ----- | ----- | ----- | ----- | ----- | ----- |
| Број домаћинстава | 327   | 348   | 363   | 354   | 341   | 303   | 287   |

| Број чланова      | 1  | 2  | 3  | 4  | 5  | 6  | 7  | 8 | 9 | 10 и више | Просек |
| ----------------- | -- | -- | -- | -- | -- | -- | -- | - | - | --------- | ------ |
| Број домаћинстава | 48 | 79 | 41 | 45 | 26 | 25 | 16 | 6 | 1 | 0         | 3,34   |

| Пол    | Укупно | Неожењен/Неудата | Ожењен/Удата | Удовац/Удовица | Разведен/Разведена | Непознато |
| ------ | ------ | ---------------- | ------------ | -------------- | ------------------ | --------- |
| Мушки  | 418    | 66               | 309          | 35             | 8                  | 0         |
| Женски | 449    | 37               | 307          | 94             | 11                 | 0         |
| УКУПНО | 867    | 103              | 616          | 129            | 19                 | 0         |

| Пол    | Укупно                    | Пољопривреда, лов и шумарство | Рибарство                            | Вађење руде и камена | Прерађивачка индустрија       |
| ------ | ------------------------- | ----------------------------- | ------------------------------------ | -------------------- | ----------------------------- |
| Мушки  | 260                       | 110                           | 0                                    | 1                    | 72                            |
| Женски | 181                       | 148                           | 0                                    | 0                    | 16                            |
| УКУПНО | 441                       | 258                           | 0                                    | 1                    | 88                            |
| Пол    | Производња и снабдевање   | Грађевинарство                | Трговина                             | Хотели и ресторани   | Саобраћај, складиштење и везе |
| Мушки  | 1                         | 8                             | 18                                   | 4                    | 29                            |
| Женски | 0                         | 0                             | 6                                    | 0                    | 0                             |
| УКУПНО | 1                         | 8                             | 24                                   | 4                    | 29                            |
| Пол    | Финансијско посредовање   | Некретнине                    | Државна управа и одбрана             | Образовање           | Здравствени и социјални рад   |
| Мушки  | 1                         | 2                             | 5                                    | 3                    | 5                             |
| Женски | 0                         | 0                             | 0                                    | 4                    | 5                             |
| УКУПНО | 1                         | 2                             | 5                                    | 7                    | 10                            |
| Пол    | Остале услужне активности | Приватна домаћинства          | Екстериторијалне организације и тела | Непознато            | Непознато                     |
| Мушки  | 1                         | 0                             | 0                                    | 0                    | 0                             |
| Женски | 1                         | 0                             | 0                                    | 1                    | 1                             |
| УКУПНО | 2                         | 0                             | 0                                    | 1                    | 1                             |